# Eppenschlag
Eppenschlag è un comune tedesco di 968 abitanti, situato nel land della Baviera.